# Leonard Wężyk
Leonard Wężyk (1816 Kotlice – 5. ledna 1876) byl rakouský politik polské národnosti z Haliče, v 2. polovině 19. století poslanec Říšské rady.

## Biografie
Studoval práva v Krakově a Vratislavi. Později převzal správu rodinného panství Paszkówka.
V roce 1861 a opět roku 1867 byl zvolen na Haličský zemský sněm za velkostatkářskou kurii, obvod Krakov. Zemský sněm ho roku 1861 zvolil i do Říšské rady, v níž poprvé složil poslanecký slib 11. května 1861. Opětovně byl zemským sněmem do Říšské rady delegován roku 1867, ale rezignoval v roce 1869 během přestávky mezi IV. a V. zasedáním parlamentu. Opět se do vídeňského parlamentu vrátil v prvních přímých volbách roku 1873, kdy uspěl za velkostatkářskou kurii v Haliči. Slib složil 10. listopadu 1873 a zasedal zde až do své smrti roku 1876.